# Zero in amore (film)
Zero in amore (Life 101) è un film del 1995 scritto e diretto da Redge Mahaffey.

## Trama
Ramsy è uno studente universitario che in quanto a relazioni ha collezionato solo fallimenti, tanto da potersi letteralmente assegnare la valutazione di "zero in amore"; le cose iniziano a cambiare quando capisce di essere stato notato da Joy, una sua compagna di classe particolarmente carina. Ramsy cerca così di conquistare Joy, aiutato dai fedeli amici Buck e Donnie.